# 2665 Schrutka
2665 Schrutka este un asteroid din centura principală, descoperit pe 24 februarie 1938 de Alfred Bohrmann.